# Pseudaenidea
Pseudaenidea is een geslacht van kevers uit de familie bladkevers (Chrysomelidae).
De wetenschappelijke naam van het geslacht werd in 1938 gepubliceerd door Laboissiere.

## Soorten
- Pseudaenidea elegans (Harold, 1879)
- Pseudaenidea limbata Laboissiere, 1938
- Pseudaenidea monardi Laboissiere, 1930